# Ursula Günther
Ursula Günther, geborene Röße (* 15. Juni 1927 in Hamburg; † 21. November 2006 ebenda) war eine deutsche Musikwissenschaftlerin.

## Leben
Nach dem Klavierstudium bei Detlef Kraus und H. E. Riebensahm und dem Studium der Musiktheorie bei H. Stahmer schloss sie 1947 in Hamburg das Musiklehrer-Studium ab. Seit 1947, offiziell seit 1948 studierte sie Musikwissenschaft bei Heinrich Husmann an der Universität Hamburg mit vielen Nebenfächern wie Kunstgeschichte, Germanistik und Romanische Literaturwissenschaft, Philosophie und schließlich Psychologie und Phonetik. 1957 wurde sie in Hamburg von Husmann, unterstützt auch durch Heinrich Besseler, der auch das Korreferat verfasste, mit einer Arbeit zum Stilwandel des Französischen Liedes in der zweiten Hälfte des 14. Jahrhunderts, die auf dem Nachlass Friedrich Ludwigs aufbaute, promoviert. Nach einer langen Zeit der Forschung, bei der sie moralisch durch Gilbert Reaney und Armen Carapetyan und finanziell durch ihren Ehemann und nur einmal 1962 durch die Deutsche Forschungsgemeinschaft unterstützt wurde, nahm sie 1968 eine Stelle als Lehrerin in Ahrensburg an, weil sie ihre Habilitation fertigstellen wollte, die durch einige deutsche Professoren abgelehnt worden war. Ermutigt durch französische Kollegen und Oliver Strunk, schloss sie sich 1969 dem Centre National de la Recherche Scientifique in Paris als Attaché de recherche an, schließlich (bis 1975) als Chargé de recherche mit Jacques Chailley, unterstützt von Nanie Bridgeman, wobei sie auch von 1969 bis 1971 als Lektor an der Sorbonne unterrichtete, um ihr „Doctorat d’état“ über Verdis französische Jahre vorzubereiten. Nachdem sie sich 1972 in Göttingen mit einer Edition von Motetten des 14. Jahrhunderts (1965 von A. Carapetayan in CMM 39 publiziert) habilitiert hatte, unterrichtete sie nur ein Semester als Privatdozentin in Göttingen, um ihre Arbeit als „Chargé de recherche“ in Paris wieder aufzunehmen. Im Sommer 1973 war sie Visiting Professor an der New York University und wurde von zahlreichen amerikanischen Universitäten zu Vorträgen eingeladen: Princeton, Harvard, Brandeis, Philadelphia, Maryland, Bloomington, UC Davis und Los Angeles. Dann wurde sie als „Chargé de cours“ an die Freie Universität Brüssel verpflichtet, um „Histoire de la notation musicale et transcription“ zu lehren. 1973 lehnte sie ein Angebot der Brandeis University ab und nahm 1975 eine Stelle als Dozentin an der Universität Göttingen an, wurde 1977 zur Professorin ernannt und gab schließlich ihren Posten am CNRS auf, während sie weiter in Brüssel unterrichtete. Das neue Universitäts-Gesetz des Landes Niedersachsen ermöglichte es ihr, für einige Zeit Direktor des Musikwissenschaftlichen Seminars in Göttingen zu sein. 1977 hielt sie Sommerkurse zur Verdi-Forschung an der Northwestern University at Evenston IL. 1992 trat sie in den Ruhestand und lebte seitdem in Ahrensburg bei Hamburg und auf Zypern.

## Ehrungen
1982 wurde sie von Frankreich als „Chevalier des Palmes académiques“ geehrt. 1992 wurde sie Honorarprofessorin der Université Libre de Bruxelles. Im Jahr 1994 wurde sie zum Corresponding Member der American Musicological Society gewählt. Seit 1976 war sie Mitglied des Herausgebergremiums der neuen kritischen Ausgabe von Verdis Opern und im Aufsichtsrat des American Verdi Institute, seit 1982 ist sie Mitherausgeberin des Journal of Musicology and seit 1989 von Musica Disciplina. Seit 1994 war sie General Editor der Musicological Studies and Documents. Sie hat zahlreiche Artikel über Komponisten, Quellen, datierbare Kompositionen, die Notation und den Stil der Zeit, die von ihr „Ars subtilior“ genannt wurde, sowie über Verdis Opern veröffentlicht. Ihr Klavierauszug von Don Carlos, erst 1980 veröffentlicht, wurde schon seit 1974 von Claudio Abbado und anderen Dirigenten genutzt.

## Werk
Sie wurde bekannt als Namensgeberin der musikgeschichtlichen Epoche der Ars subtilior, welche zeitlich ins späte 14. Jahrhundert einzuordnen ist. Sie vermied mit diesem Begriff, der nicht in der Zeit selbst entstanden war, den bis in die 1960er Jahre üblichen Begriff „manierierter Stil“ für diese Spätzeit der Ars nova mit dessen negativen Konnotationen und machte auf die subtilen, besonders im Rhythmischen sehr feinen Verfahrensweisen dieser Zeit aufmerksam. Ursula Günther sah, dass der Einfluss der Ars subtilior europaweit gewesen sein muss, da die Komponisten der folgenden Epoche auf den Neuerungen der Ars subtilior im tonalen und rhythmischen Bereich aufbauten. Sie übertrug die Handschriften zu dieser Musik erstmals in die moderne Notation und gab die wichtigste Quelle, den Codex Chantilly heraus. Sie befasste sich mehrfach mit dem Stilwandel von der Ars nova zur Ars subtilior.
Ein weiteres Forschungsfeld war das Werk Giuseppe Verdis: Sie veröffentlichte dessen Oper Don Carlos in einer Ausgabe mit der fünfaktigen französischen Originalversion und auch mit der vieraktigen italienischen Fassung. Dazu stellte sie die Veröffentlichung der Skizzen.

## Veröffentlichungen
Zum 14. Jahrhundert
- Der musikalische Stilwandel der französischen Liedkunst in der zweiten Hälfte des 14. Jahrhunderts: dargestellt an Virelais, Balladen und Rondeaux von Machaut sowie datierbaren Kantilenensätzen seiner Zeitgenossen und direkten Nachfolger. Dissertation. Hamburg 1957.
- (Hrsg.): Zehn datierbare Kompositionen der Ars nova. Musikwissenschaftliches Institut der Universität Hamburg, Hamburg 1959 (Schriftenreihe des Musikwissenschaftlichen Instituts der Universität Hamburg. Heft 2).
- Das Ende der Ars Nova. In: Mf. 16, 1963, S. 105–120.
- Zur Biographie einiger Komponisten der Ars Subtilior. In: Archiv für Musikwissenschaft. XXI, 1964, S. 172–199.
- (Hrsg.): The Motets of the Manuscripts Chantilly, Musée Condé, 564 (olim 1047) and Modena, Biblioteca Estense, α M. 5,24 (olim lat. 568). American Institute of Musicology, 1965 (Corpus Mensurabilis Musicae. 39).
- mit Ludwig Finscher (Hrsg.): Aspects of music in church, court, and town from the 13th to the 15th century. MD XXXVIII, 1984 (enthält den Aufsatz Unusual Phenomena in the Transmission of Late 14th Century Polyphonic Music. S. 87–118).
- mit Ludwig Finscher (Hrsg.): 1380–1420: An international style? MD XLI, 1987 (enthält den mit J. Nádas und J. A. Stinson verfassten Aufsatz Magister Dominus Paulus Abbas de Florentia: New Documentary Evidence. S. 203–246).
- mit Ludwig Finscher (Hrsg.): Musik und Text in der Mehrstimmigkeit des 14. und 15. Jahrhunderts. Vorträge des Gastsymposions in der Herzog August Bibliothek Wolfenbüttel, 8.–12. Sept. 1980 Bärenreiter, Kassel u. a. 1984, ISBN 3-7618-0744-9 (Göttinger musikwissenschaftliche Arbeiten. 10).
- Die Ars subtilior. In: Hamburger Jahrbuch für Musikwissenschaft. 11, 1991, S. 277–288.
- mit Ludwig Finscher (Hrsg.): The Cypriot-French Repertory of the Manuscript Torino J.II.9. Report of the International Musicological Congress, Paphos 20.–25. März 1992. American Institute of Musicology, ISBN 3-7751-2501-9.
- mit Ludwig Finscher, Jeffrey J. Dean: Modality in the Music of the Fourteenth and Fifteenth Centuries: Modalität in der Musik des 14. und 15. Jahrhunderts. American Institute of Musicology, Hänssler, 1996, ISBN 3-7751-2423-3, (Musicological studies and documents. 49).
- Polymetric Rondeaux from Machaut to Dufay: Some Style-Analytical Observations. In: Studies in Musical Sources and Style. Fs. La Rue, Madison 1990, S. 75–108.
- Bemerkungen zur Motette des frühen und mittleren Trecento. In: Die Motette. Mainz, 1992, S. 29–39.
- La fine dell‘Ars nova. In: Il canto delle pietre 1992. Como 1992, S. 71–87.
- Composers at the Court of the Antipopes in Avignon: Research in the Vatican Archives. In: B. Haggh et al. (Hrsg.): Musicology and Archival Research (= Archives et Bibliothèques de Belgique. 46). Brüssel 1994, S. 328–337.

Zu Giuseppe Verdi
- La genèse de Don Carlos, opéra en cinq actes de Giuseppe Verdi, représenté pour la première fois à Paris le 11 mars 1867. In: RdM. LVIII, 1972, S. 16–64 und LX, 1974, S. 87–158.
- Documents inconnus concernant les relations de Verdi avec l'Opéra de Paris. In: Il Teatro e la musica di Giuseppe Verdi. Parma 1974, S. 564–583.
- Schwierigkeiten mit einer Oper. Zu den verschiedenen Fassungen des Don Carlos. In: Jahrbuch der Hamburgischen Staatsoper. 6, 1977/1978, S. 136–152.
- L'edizione integrale del Don Carlos di Giuseppe Verdi: Die vollständige Ausgabe des Don Carlos von Giuseppe Verdi. Ricordi, Mailand 1977.
The complete edition of Don Carlos di Giuseppe Verdi. 1978.
- Zur Revision des Don Carlos. Postscriptum zu Teil II. In: An Mc. XIX, 1979, S. 373–377.
- Giuseppe Verdi: Don Carlos, Edizione integrale delle varie versioni in cinque e in quattro atti. Revision nach Quellen von Usula Günther und Luciano Petazzoni. Ricordi, Mailand 1980.
- La genèse du Don Carlos de Verdi: Nouveaux documents. In: RdM. LXXII, 1986, S. 104–117.
- Le Don Carlos de 1883. œuvre française également. In: Verdi. Don Carlos (= L'Avant Scène Opéra. 90/91). Paris 1986, S. 36–43.
Deutsch: Der Don Carlos von 1883. Ebenfalls ein französisches Werk. In: Verdi. Don Carlos (= Der Opernführer. 1/2). Taufkirchen 1988, S. 28–39.
- Don Carlos: Edizione integrale--Critical edition. In: Nuove prospettive nella ricerca verdiana. Atti del convegno internazionale in occasione della prima del „Rigoletto“ in edizione critica. Wien 1983, Mailand 1987, S. 29–48.
- Rigoletto à Paris. In: L'opera tra Venezia e Parigi. Florenz 1988, S. 269–314.

Zu Friedrich Ludwig
- Friedrich Ludwig in Göttingen. In: Musikwissenschaft und Musikpflege an der Georg-August-Universität Göttingen. Göttingen 1987, S. 152–175.